# Aigul Gareyeva
Aigul Gareeva (Rússia, 22 de agosto de 2001) é uma ciclista russa.
Em 2019 proclamar-se-ia campeã do mundo na prova contrarrelógio para juniores em Yorkshire.

## Palmarés em estrada

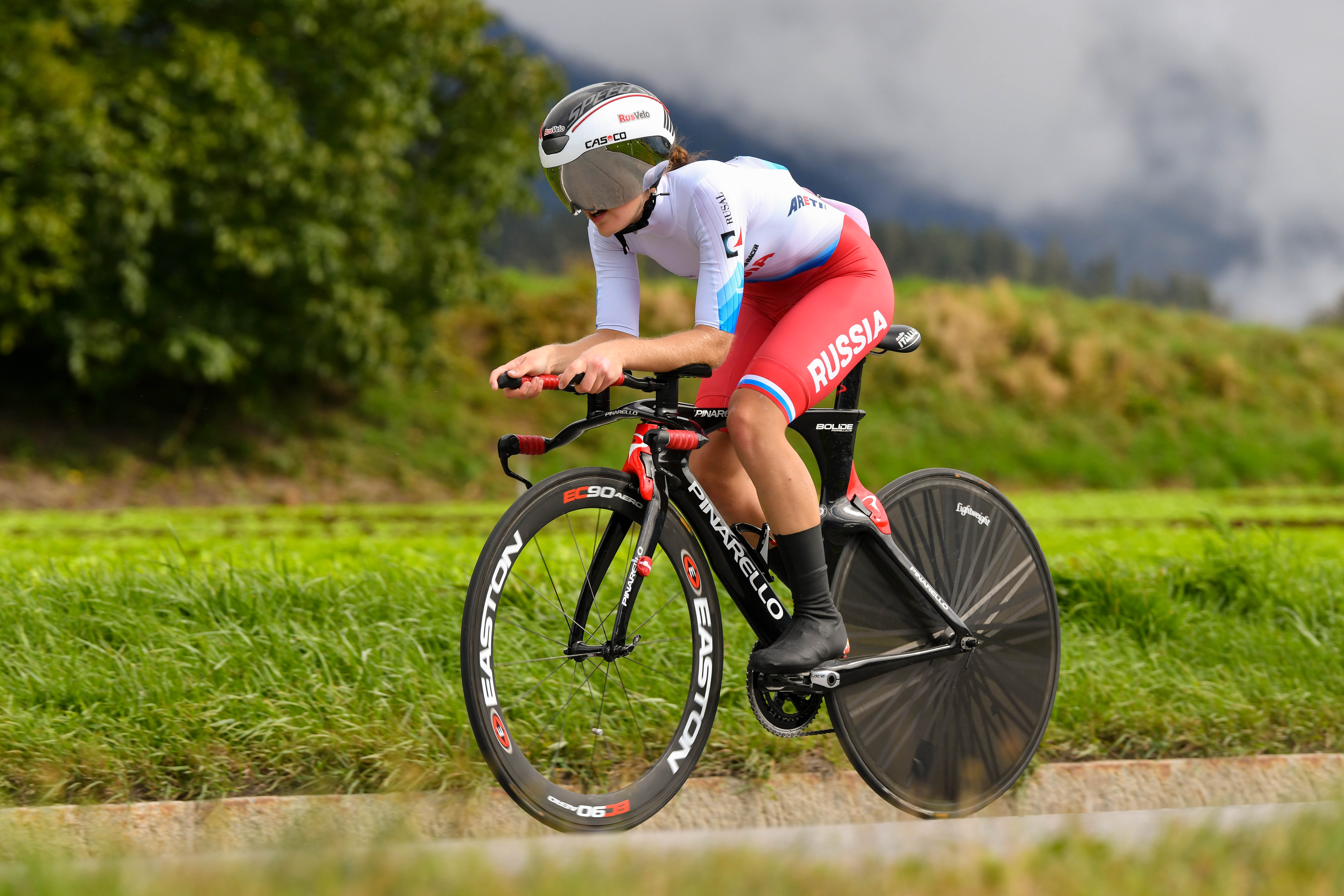
Campeonato do mundo do contrarrelógio juniores 2018

### Por ano
- 2018
  - Campeã da Europa em estrada juniores
  - Campeã da Rússia do contrarrelógio juniores
- 2019
  - Campeonato Mundial Contrarrelógio Juniores
  - Campeã da Rússia em estrada juniores
  - Campeã da Rússia do contrarrelógio juniores
  - Medalha de prata do Campeonato Europeu do contrarrelógio juniores
- 2020
  - 3.º do Grande Prêmio Develi
  - 3.º do Grande Prêmio Cappadocia
  - 3.º do Grande Prêmio Mount Erciyes 2200 mt

### Classificações mundiais
| Ano            | 2020 | 2021 |
| -------------- | ---- | ---- |
| UCI Ranking    | 83.  | 303. |
| UCI World Tour | 163. | -    |
|                |      |      |
| Fonte: UCI     |      |      |

## Palmarés em pista

### Campeonato Europeu
| Edição / Prova        | Perseguição por equipas                  |
| Aigle 2018 (juniores) | Prata (com Minasian, Malkova e Miliaeva) |